# Avenir Club Avignonnais
Avenir Club Avignonnais is een Franse voetbalclub uit Avignon, de hoofdstad van het departement Vaucluse.
De club werd in 1931 opgericht als Association Sportive Avignonaise, deze naam behield de club tot de jaren 60, toen de club fusioneerde met een clubs uit het stadsdeel Saint-Jean en zo Olympique Avignon werd. Tijdens de oorlog speelde de club 1 seizoen in de hoogste klasse, maar deze seizoenen zijn niet officieel.
In 1975 promoveerde de club naar de hoogste klasse maar had daar een catastrofaal seizoen en werd hopeloos laatste. In 1981 moest de club zijn profstatuut opgeven door financiële problemen en degradeerde uit de 2e klasse. De club zakte naar de 4e klasse maar kon van 1989 tot 1991 opnieuw in de 2e klasse spelen. In 1992 fusioneerde de club met Sporting Club Avignonais en veranderde zijn naam in Club Olympique Avignonais. In 2003 veranderde de club zijn naam in Avignon Foot 84 (84 is het volgnummer van het departement Vaucluse).
In 2010 werd de naam Avenir Club Avignonnais aangenomen. 